# Theologicum Tübingen

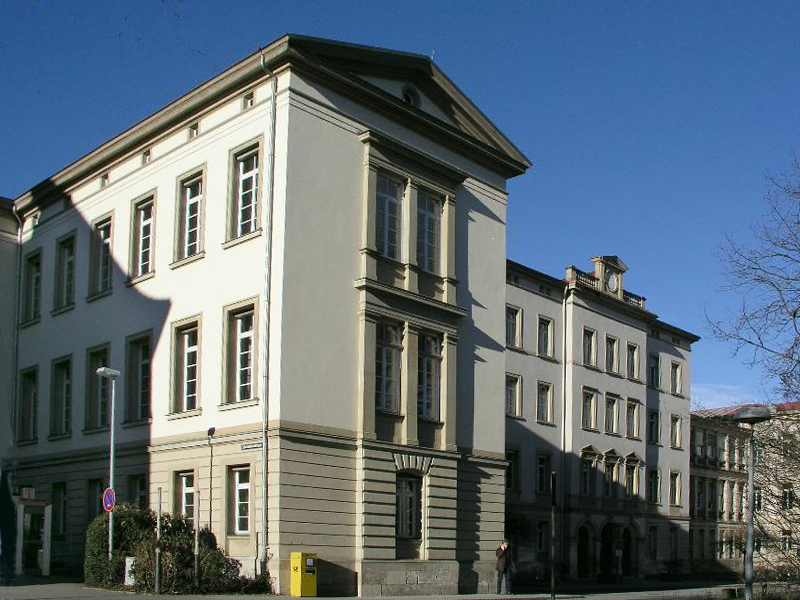
Theologicum der Universität Tübingen, Liebermeisterstraße 12

Das heutige Theologicum der Universität Tübingen befindet sich im Bereich Alte Kliniken des Stadtteils Universität, in der ehemaligen Medizinischen Klinik, einem klassizistischen Bau von 1879. 1961 wurde die Klinik in Neubauten auf den Schnarrenberg ausgelagert. Heute beherbergt das alte Gebäude die Evangelisch-Theologische Fakultät und Katholisch-Theologische Fakultät sowie deren Seminare. Der Neubau mit der großen, gemeinsamen Bibliothek wurde 1989 eingeweiht. 